# Tôn Đại Vĩ
Tôn Đại Vĩ (tiếng Trung giản thể: 孙大伟, bính âm Hán ngữ: Sūn Dà Wěi, sinh tháng 4 năm 1963, người Hán) là chính trị gia nước Cộng hòa Nhân dân Trung Hoa. Ông hiện là Ủy viên dự khuyết Ủy ban Trung ương Đảng Cộng sản Trung Quốc khóa XIX, Bí thư Đảng tổ, Chủ tịch Chính Hiệp Quảng Tây. Ông từng là Phó Bí thư chuyên chức Khu ủy, Hiệu trưởng Trường Đảng Quảng Tây; Phó Cục trưởng Tổng cục Chất Kiểm Quốc gia, Chủ nhiệm Ủy ban Giám Quản chứng nhật Quốc gia Trung Quốc.
Tôn Đại vĩ là đảng viên Đảng Cộng sản Trung Quốc, học vị Cử nhân Luyện kim, Thạc sĩ Quản trị học, chức danh Công trình sư. Ông có sự nghiệp hơn 30 năm công tác trong lĩnh vực thương mại, xuất nhập khẩu trước khi được điều về Quảng Tây.

## Xuất thân và giáo dục
Tôn Đại Vĩ sinh tháng 4 năm 1963 tại huyện An Đạt, nay là thành phố cấp huyện An Đạt thuộc địa cấp thị Tuy Hóa, tỉnh Hắc Long Giang, Cộng hòa Nhân dân Trung Hoa. Ông lớn lên và tốt nghiệp cao trung ở An Đạt, thi đỗ Học viện Kỹ thuật tàu thủy Cáp Nhĩ Tân (哈尔滨船舶工程学院, nay là Đại học Kỹ thuật Cáp Nhĩ Tân), tới thủ phủ này nhập học ở Khoa Kỹ thuật cơ giới từ tháng 9 năm 1982 và tốt nghiệp Cử nhân chuyên ngành Vật liệu kim loại và xử lý nhiệt vào tháng 7 năm 1986. Từ tháng 10 năm 1998 đến tháng 7 năm 2000, ông tham gia khóa học về tài chính tại Đại học Thương mại và Kinh tế quốc tế ở Bắc Kinh, sau đó đến 2002 thì trở lại trường Cáp Nhĩ Tân, theo học Học viện Quản lý kinh tế của trường để nghiên cứu tại chức về kỹ thuật và khoa học quản lý rồi nhận bằng Thạc sĩ Quản trị học vào tháng 7 năm 2005. Tôn Đại Vĩ được kết nạp Đảng Cộng sản Trung Quốc vào tháng 12 năm 1984 tại trường Cáp Nhĩ Tân, từng tham gia nghiên cứu, bồi dưỡng chính trị như khóa đào tạo 1 năm cán bộ trung, thanh niên từ tháng 3 năm 2003 đến tháng 1 năm 2004; là nghiên cứu sinh tại chức về lý luận chính trị học từ tháng 3 năm 2004 đến tháng 1 năm 2006, đều tại Trường Đảng Trung ương Đảng Cộng sản Trung Quốc.

## Sự nghiệp

### Cơ quan xuất nhập khẩu
Tháng 7 năm 1986, sau khi tốt nghiệp trường Cáp Nhĩ Tân, Tôn Đại Vĩ được nhận về Cục Thương kiểm Bắc Kinh (Cục Kiểm tra hàng hóa xuất nhập khẩu) làm Kiểm nghiệm viên cấp phó khoa trưởng rồi khoa trưởng, chuyên trách kiểm tra hàng hóa xuất nhập khẩu ở thủ đô, liên tục 8 năm 1986–94. Tháng 2 năm 1994, ông được bổ nhiệm làm Phó Trưởng phòng Kiểm nghiệm thứ 2 của Cục thành phố, rồi được điều chuyển làm Cục trưởng Cục Thương kiểm Triều Dương, một quận nội thành Bắc Kinh từ tháng 3 năm 1996. Giai đoạn này ông cũng từng kiêm nhiệm là Phó Ty trưởng Ty Khoa học Kỹ thuật kiểm nghiệm của Cục Thương kiểm Quốc gia vào cuối năm 1997. Tháng 9 năm 1998, Tôn Đại Vĩ được bổ nhiệm làm Phó Ty trưởng Ty Quản lý và Giám sát kiểm nghiệm thuộc Cục trưởng Cục Kiểm dịch và Kiểm nghiệm xuất nhập cảnh Quốc gia, thăng chức Ty trưởng từ tháng 12 năm 2000. Năm 2001, các cơ quan lĩnh vực này được hợp nhất thành Tổng cục Kiểm dịch, kiểm nghiệm và Giám quản chất lượng Quốc gia (Tổng cục Chất Kiểm), cấp chính bộ, Tôn Đại Vĩ được điều chuyển tới cơ quan mới, vẫn giữ nguyên tên cũ là Ty Quản lý và Giám sát kiểm nghiệm, làm Phó Ty trưởng rồi Ty trưởng một lần nữa từ cuối năm 2002. Tháng 8 năm 2004, ông được chuyển chức làm Thành viên Đảng tổ, Phó Chủ nhiệm Ủy ban Quản lý giám sát chứng nhận và chấp thuận Quốc gia (Ủy ban Giám Quản chứng nhận), rồi Phó Bí thư Đảng tổ, Phó Chủ nhiệm thường vụ cơ quan này từ tháng 11 năm 2004. Tháng 9 năm 2005, Tôn Đại Vĩ được bổ nhiệm làm Thành viên Đảng tổ Tổng cục Chất Kiểm, Bí thư Đảng tổ, Chủ nhiệm Ủy ban Giám Quản chứng nhận, cấp phó bộ trưởng. Ông giữ cương vị này cho đến năm 2010, sau đó thêm vị trí là Phó Cục trưởng Tổng cục Chất Kiểm cho đến năm 2017.

### Tổ chức địa phương
Tháng 6 năm 2017, sau hơn 30 năm công tác ở các cơ quan xuất nhập khẩu, Tôn Đại Vĩ được điều về Khu tự trị dân tộc Tráng Quảng Tây, nhậm chức Phó Bí thư chuyên chức Khu ủy Quảng Tây, Hiệu trưởng Trường Đảng Quảng Tây. Tháng 10 năm 2017, ông tham gia đại hội đại biểu toàn quốc, được bầu làm Ủy viên dự khuyết Ủy ban Trung ương Đảng Cộng sản Trung Quốc khóa XIX tại Đại hội Đảng Cộng sản Trung Quốc lần thứ 19. Sang tháng 2 năm 2018, ông cũng trúng cử là đại biểu của Đại hội Đại biểu Nhân dân toàn quốc khóa XIII. Ngày 20 tháng 10 năm 2020, ông được phân công làm Bí thư Đảng tổ Chính Hiệp khu, sau đó tới ngày 24 tháng 1 năm 2021 thì được bầu làm Chủ tịch Ủy ban Quảng Tây Hội nghị Hiệp thương Chính trị Nhân dân Trung Quốc. Cùng năm này, ông là đại biểu tham gia Đại hội Đảng Cộng sản Trung Quốc khóa XX từ đoàn Quảng Tây.